# Caravino
Caravino (piemontiul Caravin) egy 1017 lakosú község Torino megyében. 1929-ben egyesült Masino és Cossano községekkel Masino néven, majd 1949-ben ismét függetlenedett és Masino azóta egy településrésze.

## Elhelyezkedése
Caravino Piemont és Valle d'Aosta régiók határvidékén helyezkedik el Ivreától 12,  Torinótól 40 km-re. Dombvidék.

## Fordítás
- Ez a szócikk részben vagy egészben  a   Caravino című olasz Wikipédia-szócikk fordításán alapul.  Az eredeti cikk szerkesztőit annak laptörténete sorolja fel. Ez a jelzés csupán a megfogalmazás eredetét és a szerzői jogokat jelzi, nem szolgál a cikkben szereplő információk forrásmegjelöléseként.